# Abraham Roentgen

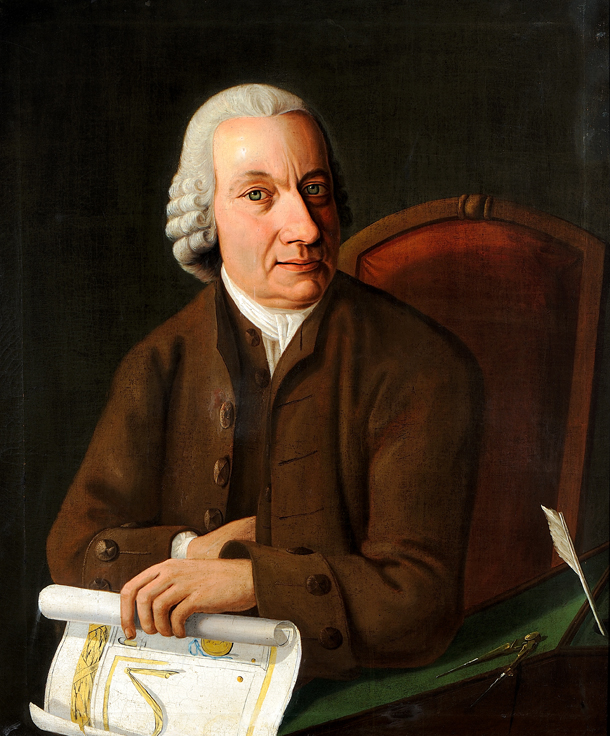
Retrato de Abraham Roentgen

Abraham Roentgen (Mülheim am Rhein, actualmente Colonia, 30 de enero de 1711-Herrnhut, 1 de marzo de 1793) fue un ebanista y carpintero alemán, fundador de la famosa fábrica de muebles Roentgen en Neuwied.

## Vida y trabajo

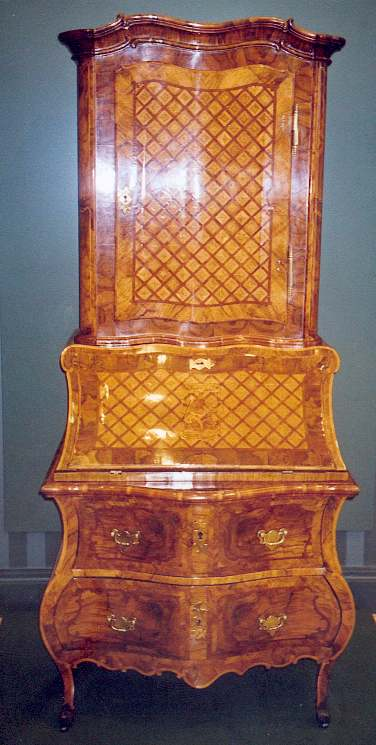
Tocador de Abraham Roentgen, 1750

### Primeros años y viajes
Abraham Roentgen aprendió el oficio de carpintero de su padre, un fabricante de arcones originario del Condado del Monte, en Mülheim. A la edad de 20 años, habiendo alcanzado el grado de oficial de carpintería y como era costumbre en la época, inició un periplo que le llevaría por las ciudades de La Haya, Róterdam y Ámsterdam, donde continuó su aprendizaje trabajando junto a los fabricantes holandeses de muebles, cuyos trabajos marcaban la tendencia estilística en la Europa de la época. Tras finalizar esta etapa, Roentgen viajó a Londres. John Channon, uno de los ebanistas contemporáneos de referencia, poseía un conocido taller en St. Martins Lane, en el cual Roentgen aprendió las técnicas de grabado con incrustaciones de bronce y decoraciones de marquetería. Fue en Londres en 1737 donde Abraham Roentgen conoció al Conde Nicholas Ludwig von Zinzendorf, el fundador de la Hermandad de Moravia, una iglesia libre protestante. En 1738 Roentgen se unió a los moravianos y viajó de regreso a Alemania.
En Londres, Roentgen había adquirido grandes habilidades tanto como artesano así como de hombre de negocios, permitiéndole desarrollar la producción en serie de muebles divididos en módulos. Esta característica resultó su suma importancia para su futura producción de muebles. Los magníficos muebles de Roentgen, aunque enraizados en la tradición renana, caracterizada por incrustaciones de latón y otros damasquinados, contenían así mismo marfil y nácar más propias del estilo inglés

### Schloss Marienborn y Herrnhaag
A su regreso de Londres, comenzó a trabajar en el taller de la congregación morava de Schloss Marienborn en Eckartshausen (Büdingen), que les había sido arrendado por Zinzendorf de los Condes de Isenburg-Büdingen con el objeto de permitir a la congregación morava el libre ejercicio de la religión de acuerdo con el Edicto de Büdinger. El 18 de abril de 1739 se casó con Susanna Maria Bausch, seis años menor que él y oriunda de Herrnhuterin, tras lo cual se trasladaron a Herrnhaag. Un año después de la boda, la pareja se embarcó en un barco de emigrantes a Carolina del Norte. Roentgen tenía la intención de trabajar en la colonia inglesa como predicador y misionero. Sin embargo, la nave nunca llegó a América, quedando primero a la deriva y después naufragando en la costa de Irlanda. Tras el accidente Abraham Roentgen volvió al continente junto a su esposa, que se había quedado atrás debido a su estado de gestación, en la ciudad holandesa de 's-Hertogenbosch. El primer hijo de Roentgen nació muerto.
En 1742 Roentgen regresó junto con su esposa a Herrnhaag y abrió las puertas de su propio taller en la colonia moraviana, aún en construcción y en condiciones muy precarias. El 11 de agosto de 1743 nació su hijo David Roentgen, que no sólo habría de continuar con su trabajo, sino desarrollar un nombre propio en el oficio.
Durante este periodo en Herrnhaag Abraham Roentgen suministraba a las casas nobles de los alrededores muebles fabricados de acuerdo con los principios moravianos, aunando la más alta calidad a un precio justo. Uno de sus clientes más importantes era conde Ernst Casimir de Ysenburg y Budingen. Roentgen también vendía muebles en la Feria de Fráncfort, donde pronto fue capaz de conseguir clientes en los círculos más selectos, como el padre de Goethe, Johann Caspar que adquirió de Roentgen una mesa y cuatro sillas.

### Neuwied

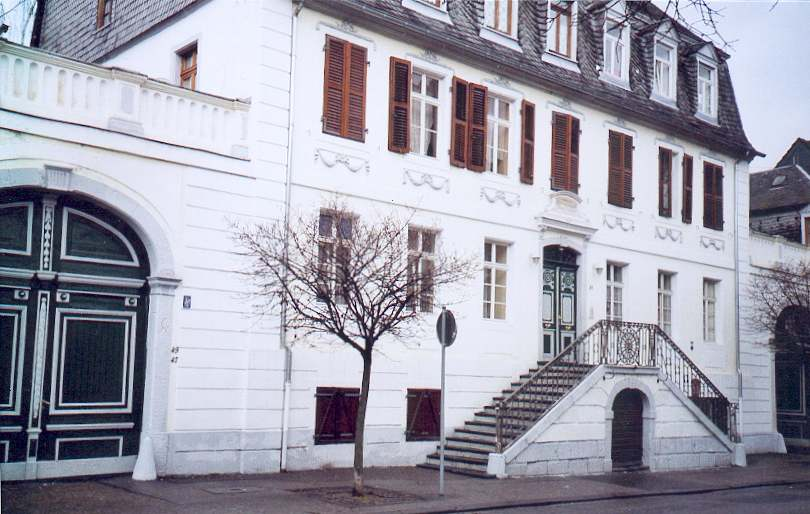
Roentgenhaus en Neuwied, Pfarrstraße

Tras la muerte del conde Ernst Casimir en 1749, su hijo y sucesor, el conde Gustav Friedrich (1715-1768) decidió en 1750 expulsar a los moravianos de Isenburg. 41 moravianos, incluida la familia Roentgen, se vieron forzados a aceptar la invitación del conde Friedrich Alexander de Wied-Neuwied, conocido por su tolerancia religiosa, que sólo 100 años atrás había fundado la ciudad de Neuwied, para establecerse allí
Abraham Roentgen se mudó en octubre de 1750 a un taller en el distrito moraviano de nueva construcción o quizás aún en fase de construcción, en el camino de la parroquia (distinto de la actual casa Roentgen, el anteriormente citado edificio ya no existe). Durante los años siguientes surgieron del taller muebles rococó de gran perfección técnica, encargados por las familias Schönborn, Walderdorff y Res, así como para la Fortaleza de Ehrenbreitsteinr donde residía por aquel entonces de forma temporal el Electorado de Tréveris. Acabados con materiales preciosos, una manufactura magistral y la presencia de sofisticados mecanismos hicieron pronto los muebles producidos en Neuwid cotizados bienes de lujo. La base de clientes se expandió a las casas reales y principescas en el conjunto de Europa, pero la Guerra de los Siete Años (1756-1763) hizo que la venta de muebles de lujo se estanca. Durante del periodo de 1763-1764 Abraham Roentgen había estado construyendo una nueva y prestigiosa residencia con plaza de garaje de estilo neoclásico en el camino parroquia que le causó problemas de deudas. Para solucionar su situación económica pidió ayuda a la iglesia Moravia, que se negó a aportar su garantía. El 18 de Roentgen abril de 1764 adquirió la ciudadanía de la ciudad de Neuwied, a condición de no formar parte del gremio, y así poder continuar su labor de forma independiente. A partir de 1766 hubo más tensiones con los jefes de la Hermandad de Moravia, y la distancia entre Roentgen y la iglesia se agrandó. Esto se debía en parte a un cierto estilo de vida burgués que la familia Roentgen había desarrollado a través del trato con sus célebres clientes, y que la organización religiosa encontraba inadecuado.
Susanna Maria Roentgen murió en 1771. Nuevas dificultades económicas azotaron a Roentgen debido a una bajada de la demanda en la venta de muebles, causada tanto por la recesión económica en Europa tras el final de la Guerra de los Siete Años, como al cambio de moda del estilo del rococó al neoclasicismo. Roentgen jugó con la idea de reducir el negocio y dejar una parte de los encargos del taller para la hermandad moraviana. No obstante y debido a la insistencia de su hijo David, decidió subastar una parte del inventario en una lotería en Hamburgo, entonces una opción muy popular entre la gente de negocios para recuperar liquidez. La subasta consiguió su objetivo de sostener la situación financiera familiar. Además, la lotería consiguió dar a conocer el nombre Roentgen y aportarle visibilidad. Esta última acción llevó a su ruptura definitiva con los moravianos, conocidos por sus modos de vida sobrios. A partir de este momento Abraham Roentgen ahora dejó el negocio cada vez más en manos de su hijo David. Dicho cambio fue acompañado por una evolución en el estilo con el abandono de los pesados y sobrecargados muebles rococó a las formas más ligeras del estilo neoclásico, de refinada simplicidad.
En 1772, a la edad de 61 años, Abraham Roentgen cede la empresa de manera irrevocable a su hijo David, sin embargo siguió trabajó durante un tiempo en el negocio. En 1784 se trasladó a Chorhaus der Witwer en Herrnhut, donde murió en marzo de 1793. Fue enterrado en el cementerio de moravo de Gottesacker (Herrnhut, avenida Berthelsdorfer).

## Colecciones de muebles Roentgen

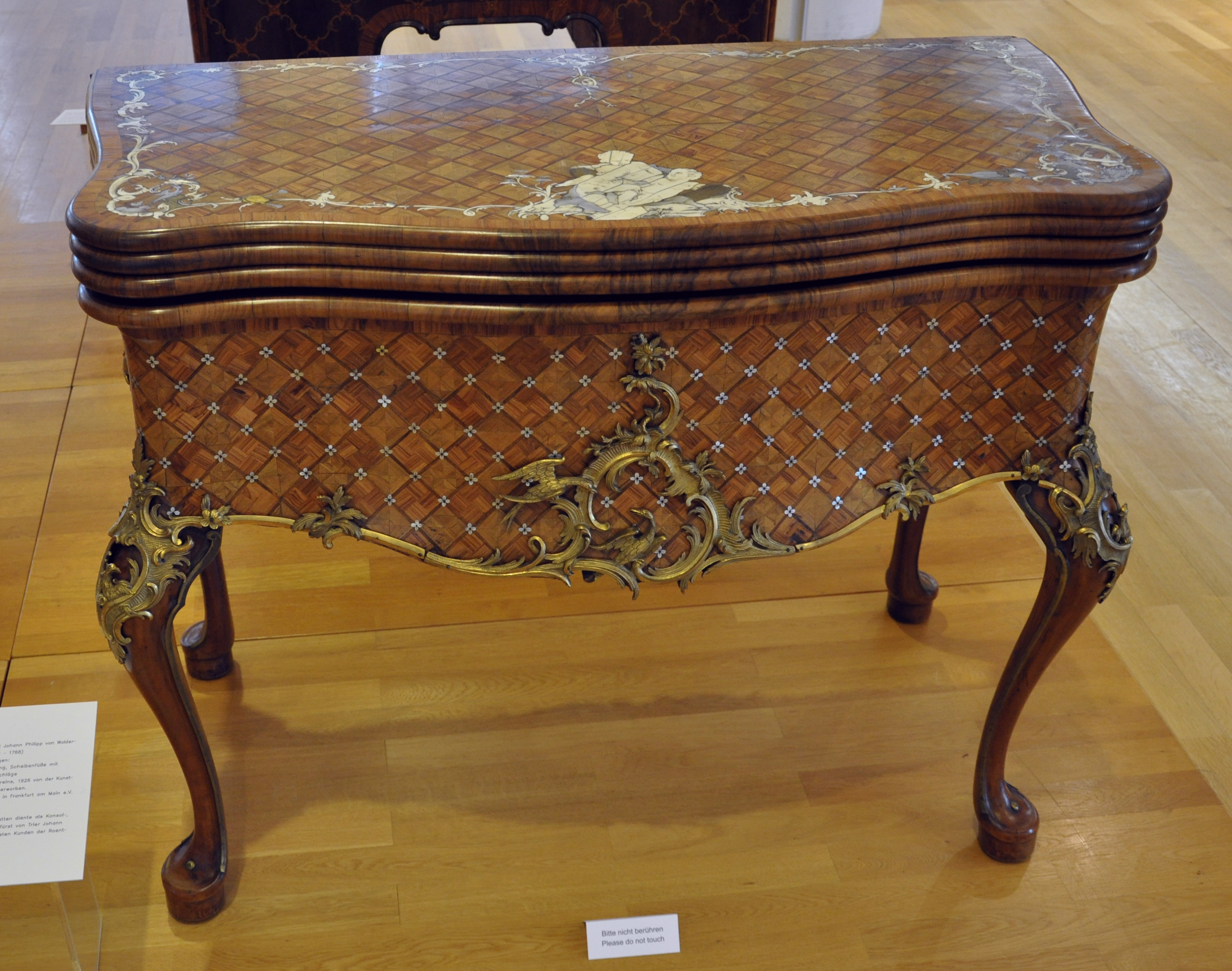
Mesa transformable de Abraham Roentgen para el Elector Johann Philipp von Walderdorff, 1760

Desde el taller de Roentgen se han producido varios cientos de muebles, cuadros, relojes y máquinas de juego. Debido a su antigüedad y al alto valor de las piezas, muchas aún se conservan en castillos, museos y colecciones privadas dispersas por todo el mundo. Algunos de los muebles pueden verse en los siguientes museos:
- Kreismuseum Neuwied, ahora Roentgenmuseum (Neuwied, Raiffeisenplatz 1a): Probablemente, la colección más completa de muebles de Abraham y David Roentgen, incluyendo una puerta y dos cofres rococó de Abraham Roentgen, el llamado Apollouhr de Catalina II (Rusia), escritorios, muebles transformables y de salón, cuadros, relojes y asientos

- Metropolitan Museum of Art (Nueva York): cajones de la colección de Luis XVI, y el reloj Teeschatulle con damasquinados del taller Roentgen.

- Museo de Artes Aplicadas (Viena): mueble escritorio del príncipe Carlos Alejandro de Lorena y el gabinete de artes con el reloj de Peter Kinzing

- Museo de Artes Decorativas de Berlín, mueble escritorio de Friedrich Wilhelm II (Prusia)

- Museo de Artes Aplicadas (Frankfurt): escritorio y mueble transformable

- Museo Hermitage (San Petersburgo): mesa plegable (el llamado Apolo Bureau), así como un soporte de escritorio para Catalina II

- Rijksmuseum Ámsterdam: Escritorio de la oficina de Johann IX. Felipe de Walderdorff, elector de Tréveris

- Musée des Arts et Métiers (París): caja de música mecánica (clavecín) de María Antonieta, caja mecánica de Peter Kinzing

- Louvre (París): Escritorio y joyero de Luis XVI

- Victoria and Albert Museum (Londres): escritorio de David Roentgen, mesa ovalada de Abraham Roentgen, escritorio con marquetería y accesorios de bronce